# Croix de guerre 1939-1945
La Cruz de guerra 1939-1945 (en francés: croix de guerre 1939-1945) es una condecoración militar francesa destinada a distinguir a personas (ya sean militares o civiles), unidades militares o ciudades y pueblos que hubiesen recibido una citación por hechos de guerra durante la Segunda Guerra Mundial.

## Historia
Los confusos acontecimientos políticos y militares derivados de la derrota de Francia ante la Wehrmacht (Ejército) del Tercer Reich durante la batalla de Francia, y la consiguiente instauración del régimen de Vichy tras el armisticio del 22 de junio de 1940, hicieron posible que a lo largo de la guerra se creasen diversos tipos de Cruces de guerra.
No obstante, una orden del 7 de enero de 1944 restableció la Cruz de Guerra instituida en 1939, suspendiendo la vigencia de todo el resto de insignias.

### Primera Cruz de guerra
La Cruz de guerra fue instituida por iniciativa de Édouard Daladier, presidente del Consejo de Ministros y ministro de la Guerra, por medio de un decreto-ley de 26 de septiembre de 1939. Basada en el mismo modelo que la de 1914-1918, pero con la fecha 1939 inscrita en su reverso, colgaba de una cinta con dos bandas rojas exteriores encuadrando cuatro bandas verdes separadas por tres finas líneas rojas.

### Cruz de guerra del Estado francés
El Gobierno de Vichy, representante del nuevo Estado francés, decidió por decreto de 23 de marzo de 1941 suprimir la Cruz de guerra instituida en 1939 y establecer una nueva, que se concedería a los titulares de la antigua tras el estudio de sus citaciones. La cruz era la misma, pero mostraba en su reverso la inscripción de las fechas 1939-1940. La cinta era verde con siete ribeteados negros. Posteriormente se creó una cinta gris con ribeteados en azul oscuro.

### Cruz de guerra llamada deGiraud
En Argel, el general Henri Giraud, por decisión del 16 de marzo de 1943, volvió a poner en vigor la Cruz de guerra con la cinta de 1914-1918, pero con la inscripción en el reverso de la inscripción 1943, además de que en el adverso aparecían dos banderas cruzadas reemplazando a la efigie de la República francesa.

### Cruz de guerra de la Francia Libre
El 30 de septiembre de 1942, el general de Gaulle creó une citación en el orden del día de las Fuerzas Francesas Libres que daba derecho a llevar la Cruz de guerra con una palma en rojo. Una ordenanza de 7 de enero de 1944 definió las modalidades que diferenciaban a esta Cruz de la precedente.

## Medalla

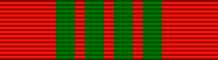
Cinta de la Cruz de guerra 1939-1945.

Medalla: En bronce cruz florentina con cuatro brazos con dos espadas cruzadas. El centro representa, en el anverso, la cabeza de la República con gorro frigio, ornada con laureles con la inscripción République française. En el anverso, las fechas 1939 o 1939-1945.
Cinta: Roja, partida por cuatro bandas verdes, separadas entre sí y dispuestas de modo que queden tres bandas rojas exteriores.
Citaciones: Idénticas a las de 1914-1918.
- Estrellas
  - Citación en el orden del día del Regimiento: bronce.
  - Citación en el orden del día de la Brigada: bronce.
  - Citación en el orden del día de la División: plata.
  - Citación en el orden del día del Cuerpo de Ejército: rojo.
- Palma
  - Citación en el orden del día del Ejército: bronce.
  - 5 citaciones en el orden del día del Ejército: plata.

## Condecorados
Además de los combatientes y no combatientes condecorados por acciones de guerra, un cierto número de citaciones se otorgaron a título colectivo a regimientos, barcos de guerra, ciudades (un total de 1.548 fueron condecoradas entre 1948 y 1949, entre ellas 209 condecoradas con dos Cruces de guerra).
Sin embargo, habida cuenta de los acontecimientos de la época (ocupación alemana, deportación, etc.), la Cruz de guerra 1939-1945 sigue siendo concedida hoy en día.